# 粒子发现年表
这是一份依据粒子被发现年份的先后顺序来进行排序的列表。如想找到更详细的列表，请参看粒子列表。
- 1897：电子被约瑟夫·汤姆孙发现[1]
- 1919：质子被欧内斯特·卢瑟福发现[2]
- 1932：中子被詹姆斯·查德威克发现[3]
- 1932：反电子(或正电子) 美国物理学家卡尔·戴维·安德森在宇宙射线中发现了它[4]
- 1937：发现μ子[5]
- 1947：发现π介子，1935年湯川秀樹預測了介子的存在[6]
- 1947：K介子由曼徹斯特大學G·D·羅徹斯特和克里福德·查理斯·巴特勒发现[7]
- 1955：反质子由埃米利奥·塞格雷和欧文·张伯伦发现[8]
- 1956：发现电微中子，沃尔夫冈·泡利在1930年预言到它的存在，克萊德·科溫、弗雷德里克·莱因斯等人在实验中证实了泡利的预言[9]
- 1962：μ微中子被利昂·莱德曼、梅尔文·施瓦茨和杰克·施泰因贝格尔发现[10]
- 1974：两个互相之间独立的研究组分别首次发现J/ψ介子其中一个组是伯顿·里克特领导的史丹佛直線加速器中心，另一个组是麻省理工学院丁肇中领导的布鲁克黑文国家实验室[11][12]
- 1975：τ子由馬丁·佩爾1977年發現[13]
- 1983：发现W和Z玻色子[14][15]
- 1995：费米实验室的CDF和DØ两个研究团队发现了顶夸克[16][17]
- 2000：费米实验室首次发现τ微中子[18]

- 2012：发现希格斯玻色子但还有待物理學者进一步分析来完全确定[19]